# Мартос Борис Миколайович
Бори́с Микола́йович Ма́ртос (1 червня [20 травня] 1879, Градизьк — 19 жовтня 1977, США) — український громадсько-політичний діяч, учений-економіст, кооператор і педагог, голова Ради народних міністрів УНР (1919).

## Ранні роки
Народився у містечку Градизьк (тепер селище міського типу Глобинського району Полтавської області, Україна). Походив із давнього козацького роду.
По закінченні гімназії в Лубнах продовжив навчання на математичному факультеті Харківського університету, де вступив до Української студентської громади й став членом Революційної Української партії. За політичну діяльність тричі сидів у царській тюрмі. Через арешти й ув'язнення закінчити університет вдалося лише в 1908 р. У 1906—1910 рр. викладав у гімназіях та на вищих курсах Харкова, але як «неблагонадійний» був позбавлений педагогічної практики. Протягом 1910—1913 рр. працював у кооперативних організаціях Волині, Полтавщини та Кубані. Протягом 1913—1917 pp., з незначними перервами, працював у Полтавському губернському земстві інструктором кооперації, став організатором кредитних і споживчих спілок та кооперативних курсів. Активну участь у кооперативному русі поєднував з політичною діяльністю в Українській соціал-демократичній робітничій партії.

## Доба визвольних змагань

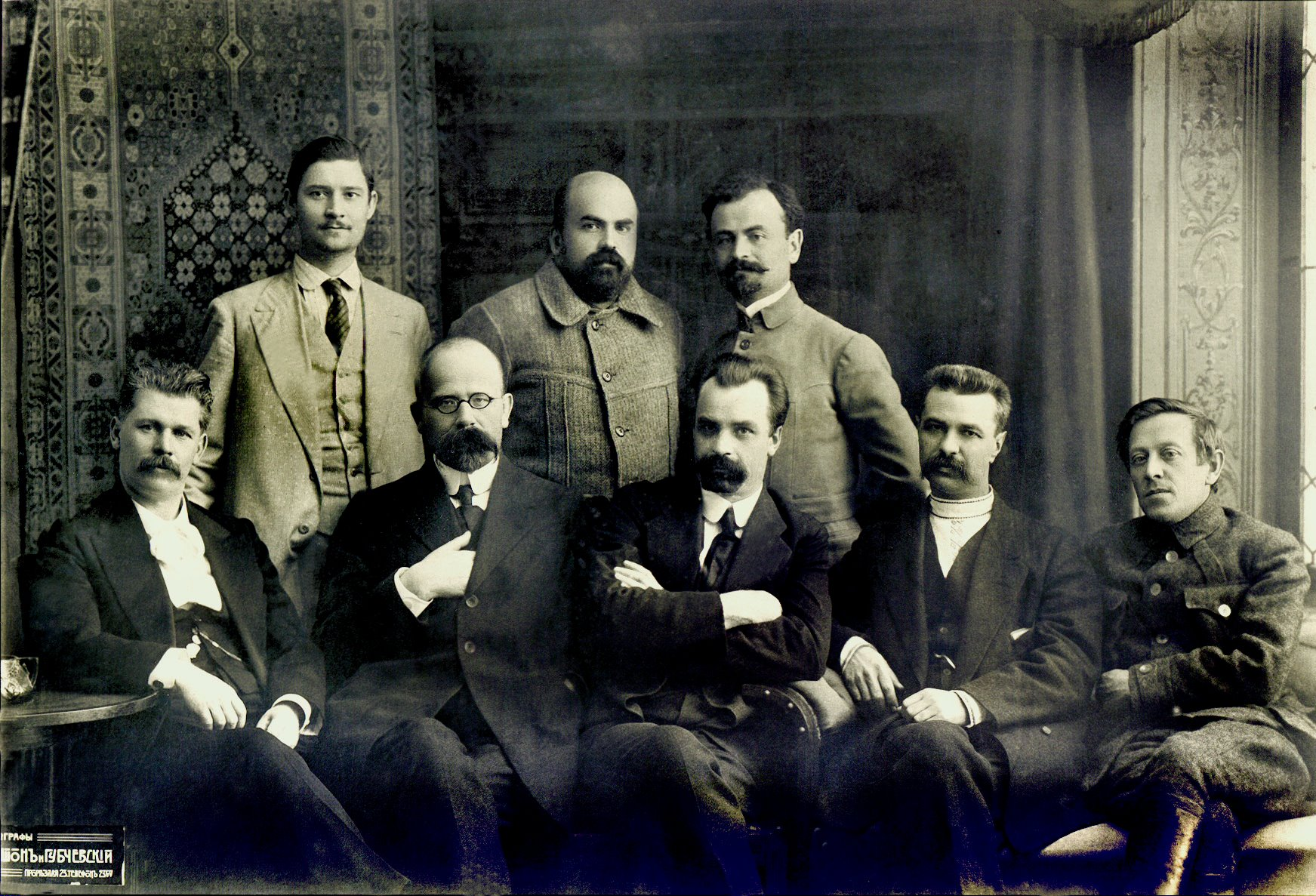
Перший Генеральний секретаріат Української Центральної Ради. 1917 р.
Стоять (зліва направо): Павло Христюк, Микола Стасюк, Борис Мартос
Сидять (зліва направо): Іван Стешенко, Христофор Барановський, Володимир Винниченко, Сергій Єфремов, Симон Петлюра

Після Лютневої революції 1917 р., на I Всеукраїнському селянському з'їзді обраний до складу УЦР, член Малої Ради від фракції УСДРП, член і заступник голови ЦК Селянської Спілки, редактор тижневика УСДРП «Воля». У першому українському уряді посідав посаду генерального секретаря земельних справ. Був одним з авторів земельного закону УЦР. На відміну від інших соціалістів, виступав проти скасування інституту земельної власності. Попереджав, що такий крок спричинить земельну анархію: «кожний селянин буде брати для себе землі стільки, скільки йому захочеться, посилаючись на те, що земля є всенародна». Відстоював думку, що «широке громадянство просто не доросло до соціалізму», «селяни розуміють соціалізм як перенесення майна із панського двору до свого власного». У своїх поглядах протиставлявся самостійникам (наприклад М.Міхновському). Негативно ставився до П.Болбочана та В.Оскілка. За словами Вадима Щербаківського, заявляв, що «коли Україна не буде соціалістичною, так нехай вона ліпше пропаде».
За гетьманату очолював управу Українського кооперативного комітету, викладав у Київському комерційному інституті, був одним із засновників Кооперативного інституту ім. М. Туган-Барановського у Києві, членом ради директорів «Дніпросоюзу» і «Українбанку». Після перевороту Директорії у грудні 1918 р. призначений міністром продовольчих справ в уряді В. Чехівського; з 9 квітня по 27 серпня 1919 р. очолював Раду Народних Міністрів УНР і водночас обіймав посаду міністра фінансів. Сприяв упровадженню української грошової одиниці — гривні. 27 серпня 1919 на засіданні Кабінету народних міністрів УНР Б.Мартос склав з себе обов'язки голови уряду, залишившись у його складі на посаді міністра фінансів. Обов'язки голови прийняв Ісаак Мазепа.

## Еміграція
У 1920 р. емігрував до Німеччини, згодом — до Чехословаччини. Займався науковою роботою та підготовкою фахівців для української кооперації. Автор праць: «Теорія кооперації» (1924 р.), «Кооперативна ревізія» (1927 р.) та ін.
Був одним з організаторів та професором (з 1924 р.) Української господарської академії в Подєбрадах.
У 1936—1938 рр. працював директором Українського технічно-господарського інституту.
В 1945 р. переїхав до Мюнхена, де став засновником і ректором Української вищої школи економіки (1945—1949 рр.) та Українського господарського інституту (1949—1954 pp.), працював в Інституті вивчення СРСР (1954—1958 pp.).
З 1958 р. жив у США. Попри похилий вік, брав посильну участь у роботі Української вільної академії та Наукового товариства ім. Т. Шевченка.
Помер на 99-му році життя. Спочиває на православному цвинтарі у Баунд-Брук.

## Творча спадщина
- Мартос Б. Перші кроки Центральної Ради // Український історик. — 1973. — № 3-4.
- Мартос Б., Зозуля Я. Гроші Української Держави. — Мюнхен : Український Технічно-Господарський Інститут, 1972. — 100 с.
- Мартос Б. М. С. Грушевський, яким я його знав // Український історик. — 1966. — № 1-2.
- Мартос Б. Оскілко й Болбочан (спогади) . — Мюнхен : Вид-во д-р Петро Белей, 1958.

## Вшанування пам'яті
- Пам'ятник Борису Миколайовичу Мартосу в м. Полтаві біля Полтавського університету економіки і торгівлі.
- Національний банк України випустив монету «Борис Мартос» номіналом 2 гривні у серії: «Видатні особистості України». Введена в обіг 29 травня 2009.
- Кабінетом Міністрів України 28 лютого 2018 р. засновано в числі академічних стипендій імені державних діячів першого українського уряду для студентів та курсантів закладів вищої освіти державної форми власності, які здобувають вищу освіту за освітнім рівнем магістра стипендію імені Бориса Мартоса (Економіка).[3]
- 18 січня 2024 року Київська міська рада перейменувала вулицю Плеханова на вулицю Бориса Мартоса.

## Галерея

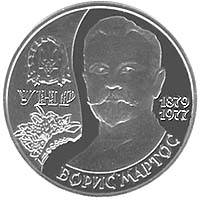
Монета НБУ з серії: «Видатні особистості України».
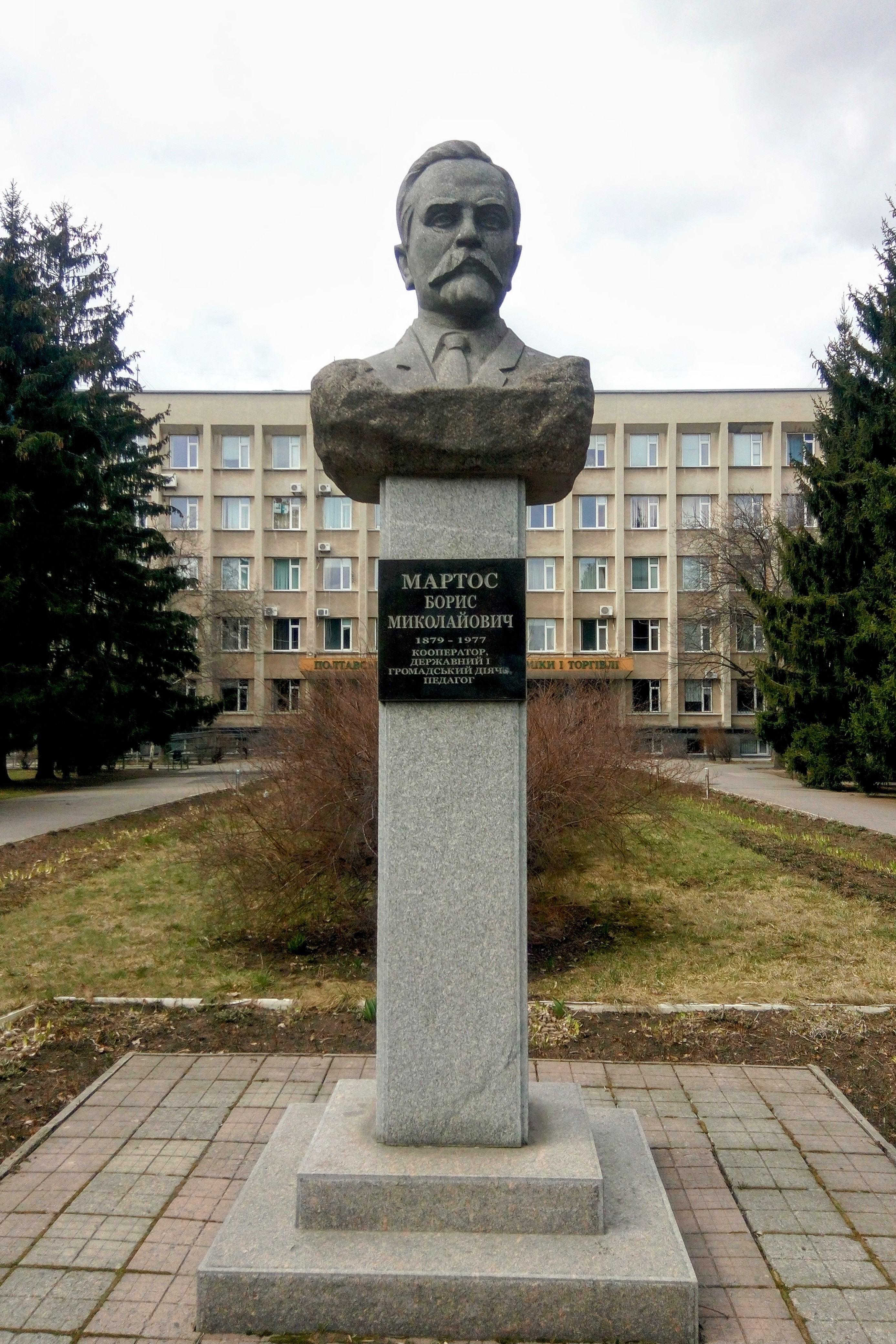
Пам'ятник Борису Мартосу у Полтаві